# Афридун II
Афридун II (1160—1160 гг.) — правитель государства Ширван.
После смерти Ширваншаха Минучихра на трон возводится его сын Афридун в 1160 году. Однако его правление продлилось недолго, в результате переворота Афридун погибает, а Ширваншахом становится его брат Ахситан I.
Следующие стихи персидского поэта Фелеки Ширвани посвящены Афридуну II:

«Да здравствует каждый год Зухрад ад-Дин 
Да будет он избавлен от коварства времени 
Фаридун шахзаде с львиным сердцем 
Да будет он как и его отец единственным в мире.»

Согласно О. Л. Вильчевскому, после смерти Минучихра его вдова Тамар со своим младшим сыном, опираясь на кыпчаков, пыталась объединить Ширван и Грузию. Однако прибывший в Ширван с войсками атабека Ильдегиза старший сын Минучихра Ахситан заставил свою мать бежать в Грузию к её воспитаннику и племяннику — грузинскому царю Георгию III, где она и закончила свою жизнь в монастыре.